# Миллион подписей
Кампания Миллион подписей за отмену дискриминационных законов (перс. يک ميليون امضا برای لغو قوانين تبعيض آميز‎, Yek Milyun Emzā barā-ye Laghv-e Qavānin-e Tab‘iz Āmiz), также известная как «Изменение ради равенства» — это кампания иранок по сбору миллиона подписей в поддержку изменения дискриминационных законов в отношении женщин в Иране.
Активисты движения подверглись нападению со стороны правительства и заключению в тюрьму, и кампании пришлось продлить двухлетнюю цель, чтобы собрать искомое количество подписей.
Кампания получила широкое международное признание. Известные журналистские, правозащитные и демократические организации вручили важные награды как самой организации, так и некоторым её членам.

## Происхождение
Активистки за права иранок в Иране начали кампанию после того, как в 2006 году на площади Хафте Тир в Тегеране состоялся мирный протест с той же целью. Подготовка началась сразу же в июне, официально кампания была запущена 28 августа на семинаре под названием «Влияние законов на жизнь женщин» (перс. تاثیر قوانین بر زندگی در حال زنان‎, Taaseereh ghavaaneen bar zendegee dar haaleh zanaan).

## Цели
Помимо сбора миллиона подписей в поддержку реформы законодательства, кампания, по её собственным словам, также направлена на:
1. Содействие сотрудничеству и взаимодействие ради социальных перемен
2. Определение потребностей и приоритетов женщин
3. Усиление женских голосов
4. Расширение знаний, содействие демократическим действиям
5. Сбор взносов
6. Силу количества
7. Силу разнообразия

Кампания направлена на обеспечение равных прав в браке и наследовании, прекращение полигамии и ужесточение наказания за убийства чести и другие формы насилия.

## Стратегия
Подобные кампании подписей проводились и в других странах. В частности, в 1992 году женщины Марокко провели кампанию «Один миллион подписей» за права женщин. Кампания «Миллион подписей» была инициирована исключительно иранскими женщинами в Иране без какой-либо поддержки со стороны каких-либо зарубежных стран. Однако в её рамках собирались подписи как у граждан Ирана, проживающих в Иране, так и у жителей других стран.
Кампания была описана как способ использовать «воображаемые стены» конфиденциальности в Иране. Политическая демонстрация может не получить широкой огласки, а её участники могут быть избиты и арестованы, как это произошло на демонстрации 12 июня 2006 года. Тем не менее, ищущие подписи «по одному или по двое расходятся по небольшим городам и деревням, заходят в магазины, салоны красоты, школы и офисы или стоят на автобусных остановках, объясняя „лицом к лицу“, как иранское толкование законов шариата используется против половины населения. Они просят мужчин и женщин подписать петицию».

## Успехи

### Премия Улофа Пальме 2008 года
Журналистка и активистка Парвин Ардалан должна была быть в Стокгольме 6 марта 2008 года. Она должна была получить премию Улофа Пальме за 2007 год в знак признания её ведущей роли в кампании «Миллион подписей» за равенство женщин в Иране. Однако 3 марта сотрудники службы безопасности аэропорта отстранили её от рейса, который должен был вылететь из международного аэропорта Тегерана, изъяли её паспорт и вручили ей повестку о явке в суд.

### Репортёры без границ/Deutsche Welle
В 2008 году премия «Репортёров без границ» и «Deutsche Welle» была присуждена веб-сайту кампании (который называется «Изменения ради равенства», Change For Equality).

### Премия Симоны де Бовуар
В январе 2009 года кампания была награждена Премией Симоны де Бовуар в знак признания её значительного влияния на иранское общество.

### Премия Анны Политковской
В 2009 году «Редакция „Миллион подписей“» получила премию Анны Политковской .

### Global Women’s Rights award
Фонд феминистского большинства удостоил кампанию «Миллион подписей» Глобальной премии за права женщин 2009 года. Эта награда была вручена Кампании «в знак особого признания их новаторской работы по требованию прекращения дискриминационных законов в Иране в отношении женщин».

### Публикация «Iranian Women’s One Million Signatures Campaign for Equality: The Inside Story»
В 2009 году Женское образовательное партнерство (WLP) опубликовало «Iranian Women’s One Million Signatures Campaign for Equality: The Inside Story», написанную Нушин Ахмади Хорасани, одной из основательниц кампании. Книга подробно описывает историю, стратегии и ценности, которые объединили разнообразную группу иранских женщин, мужчин и правозащитников для известной кампании за равенство женщин. Это ценный пример новой модели массовых движений в XXI веке, применимой не только в обществах, управляемых автократическими правительствами или под влиянием радикального фундаментализма, но также и в более открытых и толерантных обществах, которым ещё предстоит достичь полного равенства для женщин.

### Законодательство
В 2008 году консервативное правительство Ирана предложило ввести налог на брачные соглашения выше определённой суммы, чтобы снизить финансовое бремя для мужчин. В сентябре 2008 года законопроект о налоге был возвращен в законодательный совет, с отсылкой на проблемное вмешательство правительства в частные контракты; однако основные аргументы против него исходили из предполагаемого поощрения многоженства в правительственном законопроекте. Предлагаемые положения о многоженстве и налогообложении отсутствовали в законопроекте, принятом 9 сентября 2008 года.

## Преследование
Несколько участниц мирного собрания защитников прав женщин 12 июня 2006 года на площади Хафте Тир, которое закончилось насилием и жестокостью со стороны полиции и арестом 70 человек, предстали перед судом и были осуждены. В их числе Деларам Али, Фариба Давуди Мохаджер, Нушин Ахмади Хорасани, Парвин Ардалан, Шахла Энтесари, Суссан Тахмасеби, Азаде Форгани, Бахаре Хедаят и Бахаре Алави. В интервью известный юрист и лауреат Нобелевской премии Ширин Эбади назвала обвинения против женщин необоснованными. Участницы были приговорены к тюремному заключению, некоторые условно, а также к различному количеству ударов плетью. Нахид Сиамдуст в статье для New York Times назвала кампанию «разгромленной».
По словам профессора Калифорнийского государственного университета Найере Тохиди, женщины, собиравшие подписи в поддержку кампании, подверглись нападениям и арестам, что замедлило прогресс и вызвало необходимость продлить двухлетний целевой показатель. Например, в марте 2007 года тридцать три женщины были арестованы, в основном возле зала суда в Тегеране, где они собрались, чтобы мирно протестовать против суда над пятью женщинами — Фарибой Давуди Мохаджер, Шахлой Энтесари, Нушин Ахмади Хорассани, Парвин Ардалан и Суссан Тахмасеби, которых обвинили в «пропаганде против системы», «действиях, направленных против национальной безопасности» и «участии в незаконной демонстрации» в связи с демонстрацией 12 июня 2006 года. Помимо четырёх женщин, находящихся под следствием, среди арестованных были Шади Садр и Махбубе Аббасголизаде, которые содержались под стражей более двух недель, прежде чем были освобождены под залог.
4 ноября 2007 года Ронак Сафазаде была арестована, на следующий день после того, как она собирала подписи на праздновании Дня защиты детей в рамках кампании «Миллион подписей».
12 июня 2008 года Насрин Сотуде и восемь других женщин были арестованы силами безопасности, когда они готовились принять участие в конференции, посвященной национальному дню солидарности иранских женщин.
После победы над законопроектом о браке в сентябре 2008 года суд приговорил к тюремному заключению четырёх женщин-лидеров, участвовавших в кампании «Миллион подписей», за вклад в работу запрещенных веб-сайтов.
В октябре 2008 года Эша Момени, аспирантка Школы коммуникаций, медиа и искусств Калифорнийского государственного университета, в рамках своего обучения взяла интервью для фильма у тегеранских активистов. Она была арестована первоначально за вождение, а со слов иранского адвоката Мохаммада Али Дадха, цитировавшего чиновников Исламского революционного суда, её задержание связано с участием в кампании «Миллион подписей». Момени была освобождена под залог в ноябре 2008 года после 28 дней пребывания в тюрьме Эвин, но ей не разрешили покинуть Иран (на май 2009 года запрет был ещё в силе).